# 100 тисяч слів про любов, включаючи вигуки
«100 тисяч слів про любов, включаючи вигуки» — антологія, до складу якої увійшли твори двадцяти п'яти сучасних українських письменників, видана 2007 року харківським видавництвом Фоліо. Містить есе, оповідання, нариси, ліричні етюди, які за словами упорядників, "покликані розгадати таємницю кохання". Авторами ідеї збірки й упорядниками виступили відомий мистецтвознавець Сергій Васильєв і президент львівського Форуму видавців Олександра Коваль. Перший наклад становив 4 тис. примірників. 

## Автори
- Юрій Андрухович
- Софія Андрухович
- Андрій Бондар
- Юрій Винничук
- Лариса Денисенко
- Володимир Єшкілєв
- Сергій Жадан
- Богдан Жолдак
- Оксана Забужко
- Іздрик
- Ірена Карпа
- Андрій Курков
- Лада Лузіна
- Таня Малярчук
- Марія Матіос
- Костянтин Москалець
- Галина Пагутяк
- Світлана Пиркало
- Світлана Поваляєва
- Юрко Покальчук
- Ігор Померанцев
- Тарас Прохасько
- Наталка Сняданко
- Олесь Ульяненко
- Володимир Цибулько

## Джерело
- 100 тисяч слів про любов, включаючи вигуки, антологія. — Харків: Фоліо, 2007. — 251 с. ISBN 978-966-03-4213-2